# José Luís Mendes Andrade
José Luís Mendes Andrade (Fogo, Cabo Verde, 24 de enero de 1991), conocido como Zé Luís, es un futbolista caboverdiano. Juega de delantero en el AVS Futebol SAD de la Primeira Liga.

## Selección nacional
Ha jugado 19 partidos en los que ha anotado tres goles con la selección absoluta de Cabo Verde.

## Clubes
| Club                         | País           | Año       |
| ---------------------------- | -------------- | --------- |
| Gil Vicente F. C.            | Portugal       | 2009-2011 |
| S. C. Braga                  | Portugal       | 2011-2015 |
| Gil Vicente F. C. (préstamo) | Portugal       | 2012      |
| Videoton F. C. (préstamo)    | Hungría        | 2013-2014 |
| F. C. Spartak de Moscú       | Rusia          | 2015-2019 |
| F. C. Porto                  | Portugal       | 2019-2020 |
| F. C. Lokomotiv Moscú        | Rusia          | 2020-2022 |
| Al-Taawoun F. C.             | Arabia Saudita | 2022      |
| Hatayspor                    | Turquía        | 2022-2023 |
| S. C. Farense                | Portugal       | 2023-2024 |
| AVS Futebol SAD              | Portugal       | 2024-     |

## Palmarés

### Títulos nacionales
| Título                      | Club                   | País     | Año     |
| --------------------------- | ---------------------- | -------- | ------- |
| Copa de la Liga de Portugal | S. C. Braga            | Portugal | 2012-13 |
| Liga Premier de Rusia       | F. C. Spartak de Moscú | Rusia    | 2016-17 |
| Supercopa de Rusia          | F. C. Spartak de Moscú | Rusia    | 2017    |
| Primeira Liga               | F. C. Porto            | Portugal | 2019-20 |
| Copa de Portugal            | F. C. Porto            | Portugal | 2019-20 |
| Copa de Rusia               | F. C. Lokomotiv Moscú  | Rusia    | 2020-21 |